# 吕王镇
吕王镇，是中华人民共和国湖北省孝感市大悟县下辖的一个乡镇级行政单位。

## 行政区划
吕王镇下辖以下地区：
刘院村、钱院村、花桥村、砚盘村、黄楼村、龙田村、杨山村、付山村、胡冲村、韩田村、施畈村、吕王村、八一村、江田村、大岗村、黄湾村、钱湾村、徐湾村和肖岗村。